# Thomas Wichilbuch
Thomas Jr H. Wichilbuch (ur. 10 grudnia 1995) – mikronezyjski zapaśnik walczący w obu stylach. Zdobył cztery medale na igrzyskach mikronezyjskich w 2014 i 2018. Złoty i srebrny medalista mistrzostw Oceanii w 2017 roku.